# Leander Cox

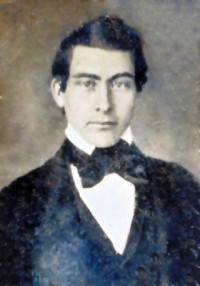
Leander Cox

Leander Martin Cox (* 7. Mai 1812 im Cumberland County, Virginia; † 19. März 1865 in Flemingsburg, Kentucky) war ein US-amerikanischer Politiker. Zwischen 1853 und 1857 vertrat er den Bundesstaat Kentucky im US-Repräsentantenhaus.

## Werdegang
Leander Cox genoss eine akademische Schulausbildung. Nach einem anschließenden Jurastudium und seiner Zulassung als Rechtsanwalt begann er in diesem Beruf zu arbeiten. Später zog er nach Flemingsburg in Kentucky. Politisch wurde er Mitglied der Whig Party. Zwischen 1843 und 1845 saß er als Abgeordneter im Repräsentantenhaus von Kentucky. Während des Mexikanisch-Amerikanischen Krieges war er Hauptmann einer Freiwilligeneinheit aus Kentucky.
Bei den Kongresswahlen des Jahres 1852 wurde er im neunten Wahlbezirk von Kentucky in das US-Repräsentantenhaus in Washington, D.C. gewählt, wo er am 4. März 1853 die Nachfolge von John Calvin Mason antrat. Nach einer Wiederwahl im Jahr 1854 als Kandidat der American Party konnte er bis zum 3. März 1857 zwei Legislaturperioden im Kongress absolvieren. Diese waren von den Ereignissen im Vorfeld des Bürgerkrieges geprägt. Bei den Wahlen des Jahres 1856 unterlag Cox seinem Vorgänger Mason, der damit auch sein Nachfolger im Kongress wurde. Nach seinem Ausscheiden aus dem US-Repräsentantenhaus praktizierte Leander Cox wieder als Anwalt. Er starb am 19. März 1865 in Flemingsburg.